# Hôtel d'Hesselin
L’hôtel d'Hesselin était un hôtel particulier du XVIIe siècle situé sur l'île Saint-Louis, à Paris, détruit en juin 1934.

## Localisation
Il était situé au no 24, quai de Béthune, dans le 4e arrondissement de Paris. 

## Historique

### Hôtel originel

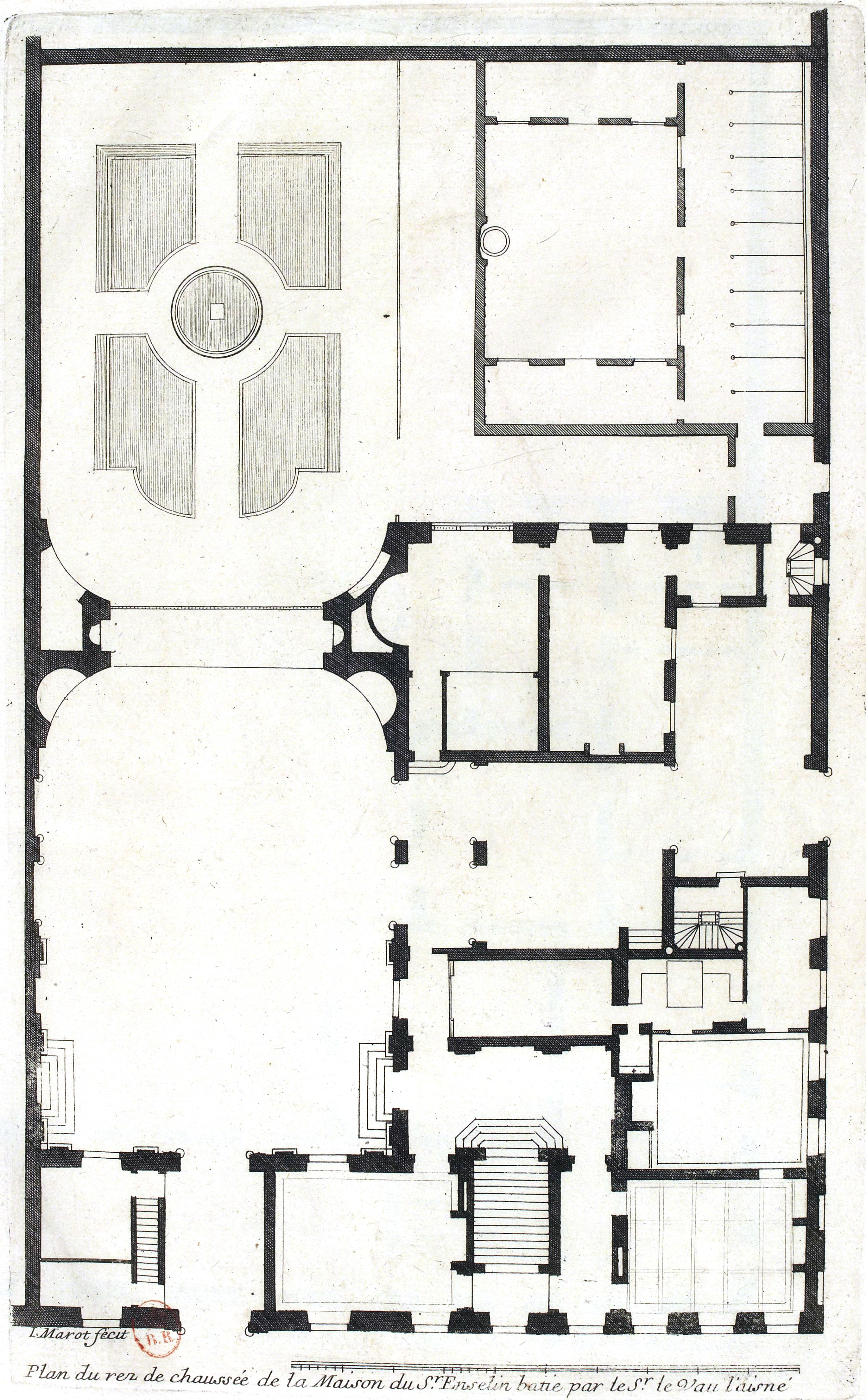
Plan du rez-de-chaussée dans L'Architecture française de Jean Marot (1686).

L'hôtel est élevé entre 1640 et 1644 par Le Vau pour Louis Hesselin, maître de la Chambre aux Deniers, intendant des Plaisirs du Roi et ordonnateur des Ballets de la Cour. Les panneaux du portail furent sculptés de deux têtes de bélier par Étienne Le Hongre. 
En 1669, son successeur sera François Molé, seigneur de Charonne, conseiller du roi, abbé de Sainte-Croix à Bordeaux. Il le revendit en 1719 à Monerat, lequel le revendit en 1787 à d'Ambrun de Moûtalets, intendant d'Auvergne. 
Il fut ensuite acheté par Le Brochant, dont la veuve eut pour héritier Jean Michel Le Chanteur, conseiller au parlement de Paris, dont la fille épousa Alexandre Parent du Châtelet, qui fut l’auteur d’un ouvrage sur la prostitution. Elle fit élever un immeuble de deux étages et compta parmi ses locataires un nonce du pape et Loquet, maire de l’arrondissement. 

### Reconstruction

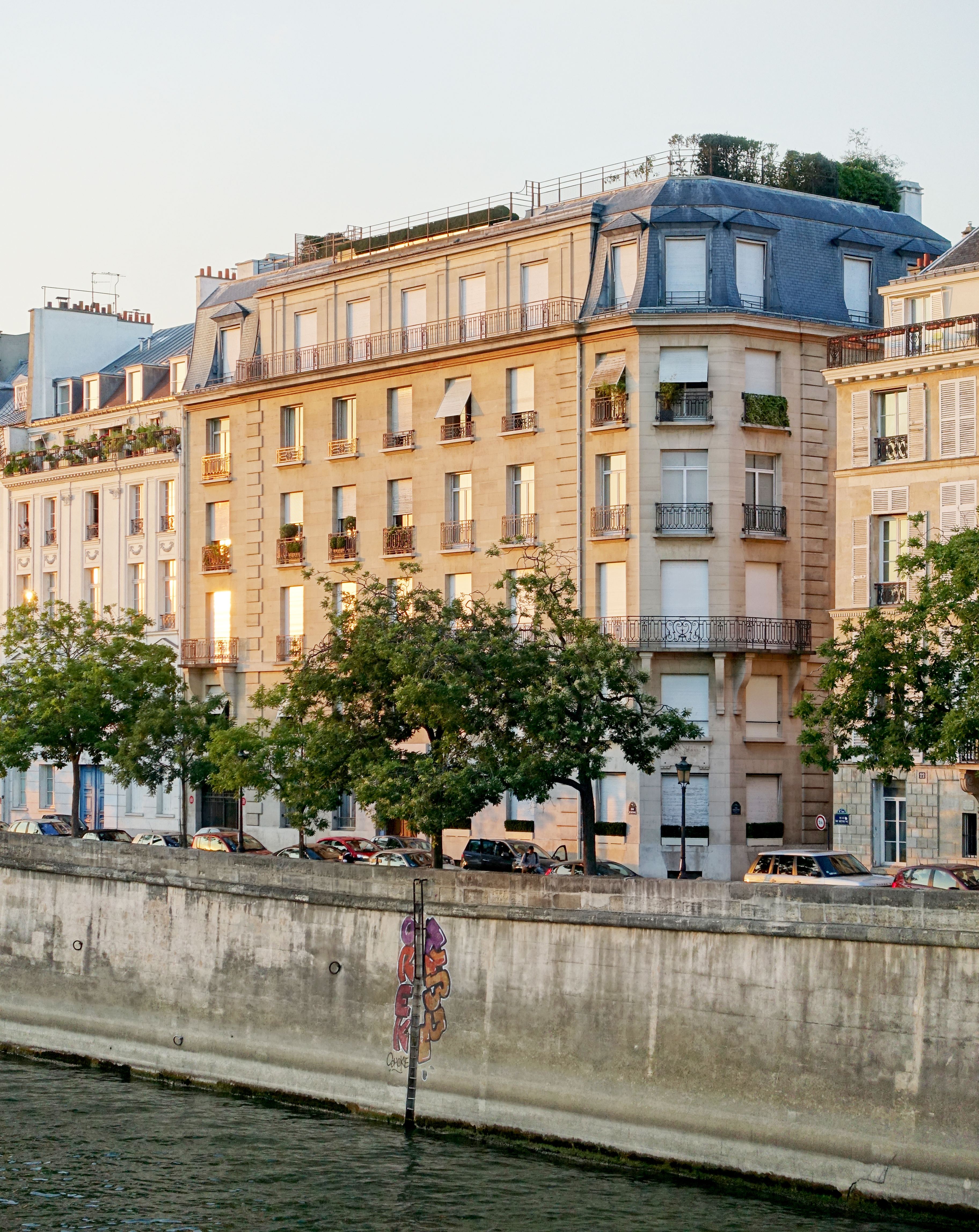
L'immeuble de nos jours.

En 1932, l'industrielle de la cosmétique Helena Rubinstein rachète à José Maria Sert l'hôtel d'Hesselin et le fait démolir en 1934, alors qu'il est classé aux monuments historiques depuis 1927. Elle charge l'architecte-décorateur Louis Süe de concevoir un nouvel immeuble, où elle emménage dans un triplex en 1937. Louis Marcoussis, Max Ingrand, Paule Marrot, Richard Georges Desvallières comptent parmi les collaborateurs de Louis Süe à travailler à ce projet. Parmi son mobilier se mêlent des meubles anciens et des pièces contemporaines signées Louis Marcoussis ou Jean-Michel Frank, ainsi que des tapis Myrbor réalisés à partir de dessins de Jean Lurçat et de Pablo Picasso. Helena Rubinstein reçoit le « Tout-Paris » lors de soirées organisées sur la terrasse de 300 m² de l'édifice. Durant la Seconde Guerre mondiale, des Allemands occupent l'appartement, le quittant en laissant des meubles criblés de balles, qu'Helena Rubinstein conserva pour illustrer leur barbarie. Plus tard, elle louera son appartement à Georges et Claude Pompidou, dont elle dira : « ils étaient sages ».
Georges Pompidou y mourut en 1974. Son épouse Claude y mourut à son tour en juillet 2007. Le comédien Louis de Funès y posséda un appartement. L’homme de lettres Claude Mauriac, fils de François Mauriac, y demeura jusqu’à sa mort.
Parmi les rares éléments conservés de l'hôtel initial, on compte le balcon en fer forgé du premier étage, qui fait l’objet d’une inscription au titre des monuments historiques depuis le 22 décembre 1927, quelques peintures de la cage d'escalier, la fontaine de la cour et un décor à arcature.

## Description
L'hôtel était composé d'une juxtaposition de pavillons qui allaient le long de la rue Poulletier en partant du quai. 
Le pavillon principal le long de la Seine était prolongé par une aile simple sur la gauche formant la façade associé à l'hôtel de Sainctot au no 26, formant un ensemble architectural selon le désir de son architecte Louis Le Vau. À droite dans la cour s'étendait le logis, puis venait le jardin. Une fontaine ornait la cour.
Le rez-de-chaussée se divisait en deux parties, de chaque côté de la remise et de la cour. Du côté du fleuve, se situaient les appartements d'hiver, disposés autour d'un grand escalier, du côté du jardin se trouvaient les appartements d'été, composés de trois pièces juxtaposées. Dans cet ensemble se trouvait le cabinet de curiosités de Louis Hesselin, ainsi que sa bibliothèque.
Le premier étage comprenait un double appartement d'apparat disposé autour du grand escalier de façons à se déplacer de l'un à l'autre. Louis Hesselin y exposait les plus belles pièces de ses collections de tableaux, meubles, sculptures et orfèvrerie. Le Vau aménagea à cet étage sa première chambre à l'italienne et à alcôve, à moins que ce ne fut dans la maison de campagne d'Hesselin au château de Chantemerle à Essonnes. Au deuxième étage se trouvent ses appartements privés. Les sculpteurs Gilles Guérin, Gérard van Opstal, Jacques Sarrazin et le peintre Michel Dorigny ont œuvré à la décoration de sa demeure.

L'hôtel d'Hesselin photographié par Eugène Atget en 1899
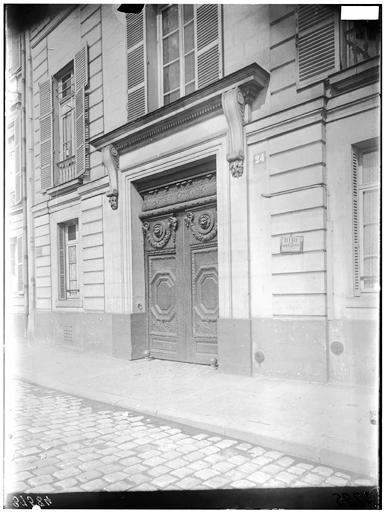
Façade.
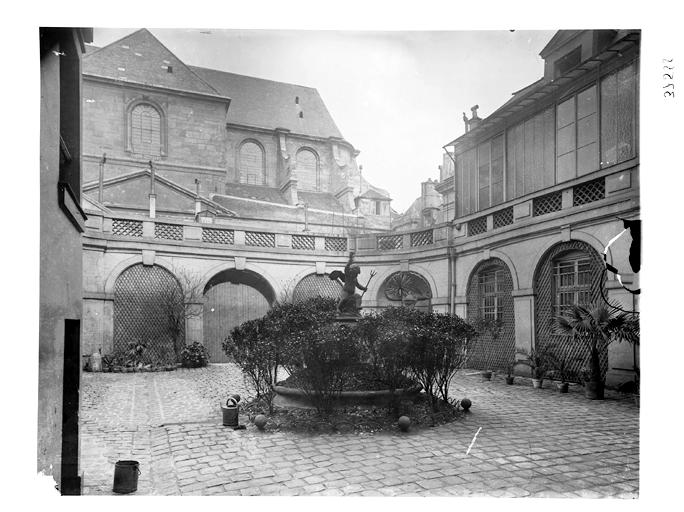
Cour.
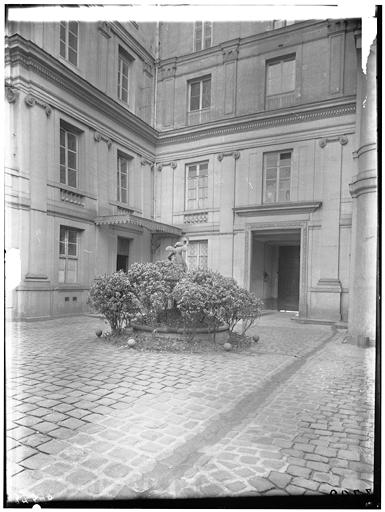
Cour.
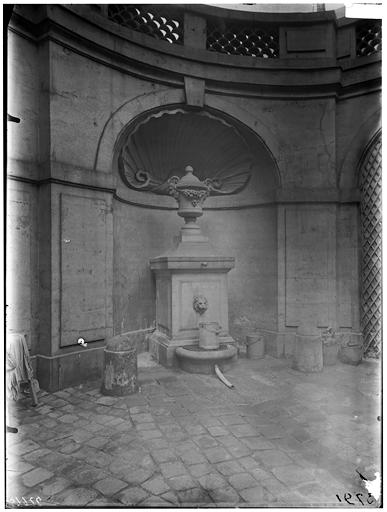
Fontaine dans la cour.

### Sources primaires
- Procès-verbal de pose de scellés après le décès de Louis Hesselin, archives nationales : Y 11111, 8 août 1662.
- Inventaire après décès de Louis Hesselin, archives nationales, Minutier central: XX, 310, 31 août 1662.